# Lijst van dorpen in Japan
Hier volgt een lijst van dorpen in Japan.
Voor meer informatie over het dorp in Japan, zie Gemeente van Japan. 
Op 1 april 2011 had Japan 1724 gemeenten. Binnen deze 1724 gemeenten zijn er 184  die het statuut van dorp  (村, mura of son)  hebben .   

## A
Achi - Aguni   - Aka  - Akaigawa
- Aogashima  - Aoki   - Asahi (Nagano)   - Asuka - Awashimaura

## C
Chibu - Chihayaakasaka   - Chikuhoku  - Chosei

## D
Doshi

## F
Fudai - Funahashi

## G
Geisei  - Ginoza

## H
Hakuba - Hara - Hidaka  - Hiezu  - Higashi  - Higashichichibu Higashidori  - Higashinaruse 
- Higashishirakawa  - Higashiyoshino- Himeshima - Hinoemata 
- Hinohara - Hirata - Hiraya

## I
Ie  - Iheya   - Iitate  - Ikusaka  - Inakadate  - Itsuki  - Izena   - Izumizaki

## K
Kamikitayama - Kamikoani - Kamoenai
- Kariwa - Katashina  - Katsurao - Kawaba  -  Kawakami (Nagano)  - Kawakami (Nara) - Kawauchi - Kazamaura 
- Kijimadaira - Kiso (dorp) - Kitaaiki - Kitadaito   - Kitagawa   - Kitanakagusuku  - Kitashiobara 
- Kitayama  - Kiyokawa -   Kosuge - Kozushima - Kuma  - Kunigami   - Kunohe   - Kurotaki

## M
Makkari - Matsukawa (Kitaazumi)  - Mihara  - Miho - Mikurajima 
- Minamiaiki  - Minamiaso - Minamidaito  - Minamimaki  - Minamiminowa - Minamiyamashiro  - Mishima (Kagoshima)  - Mitsue- Miyada 
- Miyake (Tokio) - Mizukami - Morotsuka

## N
Nakagawa (Nagano) - Nakagusuku - Nakajima - Nakasatsunai- Nakijin - Nanmoku  - Narusawa - Neba- Niijima  - Nishiawakura - Nishigo  - Nishihara (Kumamoto) 
- Nishimera  - Nishimeya- Nishiokoppe  - Noda  - Nosegawa - Nozawaonsen

## O
Ogasawara - Ogata - Ogawa  - Ōgimi
- Ōhira - Okawa - Okura - Okuwa - Omi (Nagano) - Onna (Okinawa)  - Oshika - Oshino  - Otaki (Nagano) - Otama  - Otari - Otoineppu

## R
Rokkasho - Rusutsu

## S
Sagara - Sai (Japan) - Sakae (Nagano) - Sakegawa  - Samegawa - Sanagōchi- Sarabetsu - Sarufutsu- Sekikawa - Shība- Shimamaki
- Shimojo - Shimokitayama - Shimukappu
- Shingo (Aomori)  - Shinjo- Shinshinotsu
- Shinto (Gunma) - Shirakawa- Shosanbetsu
- Showa (Fukushima) - Showa (Gunma) - Soni

## T
Tabayama - Takagi - Takayama (Gunma) - Takayama (Nagano) - Tamakawa - Tanohata  - Tarama (dorp)
- Tenei - Tenkawa - Tenryū - Tobishima - Toho (Fukuoka)
- Tokai- Tokashiki   - Tomari
- Tonaki  - Toshima (dorp)  - Toshima (Kagoshima)- Totsukawa- Toyone - Toyooka - Tozawa - Tsumagoi - Tsurui

## U
Ubuyama - Ueno  - Uken   - Umaji  - Urugi

## Y
Yahiko - Yamae - Yamagata
- Yamanakako - Yamato (Kagoshima)  - Yamazoe - Yasuoka - Yomitan - Yomogita - Yugawa

## Z
Zamami